# جان تيودور ديلاكور
جان تيودور ديلاكور (بالفرنسية: Jean Théodore Delacour)‏ (و. 1890 – 1985 م) هو عالم طيور، وعالم حيواني من الولايات المتحدة الأمريكية . ولد في باريس .
توفي في لوس أنجلوس، عن عمر يناهز 95 عاماً.

## التعليم
تعلم في جامعة ليل للعلوم والتكنولوجيا

## روابط خارجية
- جان تيودور ديلاكور على موقع الموسوعة البريطانية (الإنجليزية)